# Château Adt
Le château Adt est un château qui se situe au sein de la commune française de Forbach, dans le département de la Moselle.

## Description
Il s'agit d'un château de style Second Empire. Une villa en pierre de Jaumont appelée Villa « Bartier » est construite en 1867. L'édifice est agrandi par deux ailes en 1911. Derrière l'édifice principal, plusieurs bâtiments ont été construits sur le domaine du château, comme des dépendance et une salle des fêtes. Le domaine comprend également le parc Sainte-Barbe.

## Toponymie
Le bâtiment est dans un premier temps connu sous le nom de « château Sainte-Croix ». Il prend ensuite le nom de ses occupants, la famille Adt. Après leur départ et sa transformation en établissement de soin, il est nommé « hôpital Sainte-Barbe » ou « hôpital des Houillères ». Aujourd'hui, il est encore majoritairement connu sous le nom de « château Adt ».

## Histoire
La construction de l'édifice a débuté en 1850. Il est agrandi par la suite en 1913. Le bâtiment fut dans une premier temps, à la suite de l'initiative de Jean Staub, le siège d'une école nationale sylvicole et agricole. Cependant l'école commença à décliner en 1852. Quelque temps plus tard, en 1856, elle est transformée en usine spécialisée dans la fabrication d'allumettes chimiques, après son rachat par un industriel de Mayence.
En 1864, la bâtisse passe aux mains de la famille Adt, directrice d'une usine de fabrication de carton, à la suite de son rachat par trois frères, Franz, Johann Baptist et Peter Adt.  La famille est expulsée du château après la Première Guerre mondiale, du fait de sa sympathie pour l'Allemagne. Le château est ensuite racheté, en 1919, par la famille de Wendel, les exploitants des mines de Petite-Rosselle. En 1924 il est transformé en hôpital et renommé hôpital Sainte-Barbe ou hôpital des Houillères. Les bâtiments du domaines sur lequel se trouve le château, ont été utilisés, durant la Seconde Guerre mondiale, par l'administration allemande.
Actuellement, le château héberge le conservatoire de musique et de danse de la commune.